# Dejuan Goulde
Dejuan Goulde (geb. vor 1997) ist ein ehemaliger US-amerikanischer American-Football- und Arena-Football-Spieler auf der Position des Defensive Ends.

## Karriere
Goulde spielte von 1997 bis 2000 College Football an der University of Toledo für die Toledo Rockets. 1998 erzielte er sechs Sacks und sechzehn Tackles for Loss, womit er den Rockets half Divisionssieger zu werden. Er wurde für seine Leistungen zum Second-Team All-MAC gewählt. 1999 erzielte er zehn Sacks und 17 Tackle for Loss, wofür er dieses Mal zum First-Team All-MAC gewählt wurde. In seiner letzten Saison wurde er von Football News zum Third-Team All-American gewählt, nachdem er neun Sacks und 17 Tackle for Loss erzielte. Er wurde erneut ins First-Team All-MAC gewählt und wurde zweiter bei der Wahl zum MAC-Defensivspieler des Jahres. 2017 wurde er in die Varsity 'T' Hall of Fame, die Ruhmeshalle der Toledo Rockets, gewählt.
2002 spielte Goulde bei den Ohio Valley Greyhounds in der National Indoor Football League (NIFL). Mit den Greyhounds gewann er die Ligameisterschaft. Goulde erzielte in der Saison 22,5 Sacks. Er wurde zum Defensive MVP seiner Division und in die All-Star-Mannschaft seiner Division und Conference gewählt. 2003 spielte er bei den Cape Fear Wildcats in der af2. 2004 kehrte er zu den Greyhounds zurück.